# CCTV-9
CGTN-Documentary o CCTV-9 es un canal de la televisión de la República Popular de China, de la red de canales de la Televisión Central de China su programación es sobre documentales. Es un canal de televisión en mandarín llamado CCTV-9 纪录 en inglés llamado CGTN-Documentary. CCTV-9 se puede ver a través de muchos canales digitales de todo el mundo. Abastece a una audiencia de habla inglesa global, incluyendo personas de habla inglesa chinas y de ultramar en China.